# Stefano Checchin
Stefano Checchin, né le 14 janvier 1967 à Camposampiero est un coureur cycliste italien. 

## Palmarès

### Palmarès amateur
- 1988
  - Grand Prix de l'industrie et du commerce de San Vendemiano
- 1990
  - La Popolarissima
  - Trophée Minardi
- 1991
  - 2e du Trofeo Banca Popolare di Vicenza
- 1992
  - Prologue du Tour de la Vallée d'Aoste (contre-la-montre par équipes)
  - Astico-Brenta
  - 3e du Giro del Belvedere
- 1993
  - Giro del Piave
  - Giro del Casentino
  - Gran Premio Gelati Sanson
  - Trofeo Gianfranco Bianchin
  - 3e du Tour des Abruzzes
  - 3e du Grand Prix de Poggiana
  - 3e du Tour de Lombardie amateurs

### Palmarès professionnel
- 1996
  - 10e du Tour de Suisse
- 1997
  - 3e du Trophée Melinda
- 1998
  - 3e du Tour de Romagne

## Résultats sur les grands tours

### Tour d'Italie
2 participations
- 1994 : 76e
- 1996 : 41e